# Koiranluoto (ö i Birkaland)
Koiranluoto är en ö i Finland. Den ligger i sjön Kurkijärvi och i kommunen Mänttä-Filpula i den ekonomiska regionen  Övre Birkalands ekonomiska region  och landskapet Birkaland, i den södra delen av landet, 220 km norr om huvudstaden Helsingfors. Öns största längd är 70 meter i sydöst-nordvästlig riktning.